# Scherawna-Gletscher
Der Scherawna-Gletscher (bulgarisch ледник Жеравна lednik Scherawna) ist ein 1,8 km langer und 2 km breiter Gletscher im Südwesten von Greenwich Island im Archipel der Südlichen Shetlandinseln. In den Breznik Heights fließt er östlich des Razgrad Peak, südlich des Momchil Peak und westlich des Viskyar Ridge in südlicher Richtung zur McFarlane Strait, die er zwischen dem Ephraim Bluff und dem Sartorius Point erreicht.
Die bulgarische Kommission für Antarktische Geographische Namen benannte ihn 2005 nach der Ortschaft Scherawna im ostzentralen Teil Bulgariens.